# Mordella testaceohumeralis
Mordella testaceohumeralis es una especie de coleóptero de la familia Mordellidae. La especie fue descrita científicamente por Maurice Pic en 1936.

## Subespecies
- Mordella testaceohumeralis inhumeralis Píc, 1936
- Mordella testaceohumeralis testaceohumeralis Píc, 1936

## Distribución geográfica
Habita en Venezuela, Brasil y en la Guayana francesa.